# Conferência da Aliança Internacional de Sufrágio Feminino
Conferência International de Sufrágio Feminino (do inglês: Conference of the International Woman Suffrage Alliance) é uma conferência feminista pelo direito à voto, realizada em 1902 na cidade norte-americana de Washington DC, com objetivo de viabilidade de organizar uma Associação Internacional de Sufrágio Feminino.

## Histórico
Em 1902, a "Associação Nacional Americana de Sufrágio Feminino" (do inglês: "National-American Woman Suffrage Association") convidou todas as organizações nacionais de sufrágio feminino que existentes na época, a enviar um delegado credenciado para participar da primeira reunião international em massa à ser realizada em Washington DC, para considerar a viabilidade de organizar uma Associação Internacional.

## Reunião
Em 1902, a reunião foi realizada em Washington DC, no período de 12 à 18 de fevereiro. Uma bandeja de prata com uma homenagem à Carrie Chapman Catt dos delegados estrangeiros comemorou o evento.
Seis federações nacionais estiveram representadas, nomeadamente: Canadá, Alemanha, Grã-Bretanha, Noruega, Suécia e Estados Unidos. A Austrália não tinha associação nacional, mas enviou um delegado, várias das sociedades estatais dos EUA contribuindo para um fundo que foi levantado para ajudá-la a pagar as despesas da longa e cara viagem de Melbourne a Washington. Onde ainda não haviam sido formadas associações de sufrágio, os Conselhos Nacionais de Mulheres e Consulados Americanos foram consultados, no esforço de encontrar mulheres representativas que simpatizassem com o movimento pela emancipação das mulheres. Como resultado dessa correspondência, um delegado cada um do Chile, Rússia e Turquia compareceu. Muitos relatórios sobre o status civil, educacional e industrial das mulheres foram obtidos. Algumas delas possuíam alto valor histórico. Todos esses relatórios, de forma resumida, juntamente com as transações, foram impressos e preservados. 
Esta reunião votou para formar uma união internacional de sociedades nacionais de sufrágio feminino; mas para que cada associação que entrasse em tal aliança tivesse oportunidade de aprovar a base da organização antes de ser definitivamente adotada, foi acordado formar uma organização apenas temporária, sem taxas, e concluir o trabalho em uma segunda reunião que deveria ser realizada em Berlim, em junho de 1904. Susan B. Anthony foi nomeada presidente do comitê temporário; Dr. jur. Anita Augspurg, Vice-Presidente; Florence Fenwick Miller, Tesoureira; e Carrie Chapman Catt, Secretária. Pela votação da reunião de Washington, cada país organizado foi convidado a nomear um comitê de três, que deveria atuar como correspondentes oficiais para aquele país. Dez países foram assim unidos à associação temporária: Austrália, Canadá, Dinamarca, França, Alemanha, Grã-Bretanha, Noruega, Suécia, Holanda e Estados Unidos. Tais comitês atuaram na qualidade de meios de comunicação entre o Comitê Internacional e a associação representada. Por meio deles, uma constituição na qual estava incorporado o plano completo de organização foi submetida a cada Associação Nacional do Sufrágio, e os delegados à reunião de Berlim deveriam vir com o conselho e a instrução de suas respectivas sociedades. 

## Pessoas notáveis
- Susan B. Anthony, Anita Augspurg, Florença Balgarnie, Carrie Chapman Cat, Gudrun Løchen Drewsen, Florença Fenwick Miller e, Vida Goldstein

### Atribuição
- Este artigo incorpora texto de uma publicação, atualmente no domínio público: International Alliance of Women for Suffrage and Equal Citizenship (1908). Report of Congress. Amsterdam, Holland: [s.n.]